# Supercoupe des Pays-Bas de football 2021
Navigation
Édition précédente Édition suivante
La supercoupe des Pays-Bas 2021 (néerlandais : Johan Cruijff Schaal XXV-2021) est la trente-et-unième édition de la Supercoupe des Pays-Bas, épreuve qui oppose traditionnellement le champion des Pays-Bas au vainqueur de la Coupe des Pays-Bas. L'Ajax Amsterdam étant le champion et le vainqueur de la coupe en 2020-2021, c'est le deuxième du championnat, le PSV Eindhoven qui dispute le match.
Disputée le 7 août 2021 à la Johan Cruyff Arena devant 25 000 spectateurs, la rencontre est remportée par le PSV Eindhoven aux dépens de l'Ajax Amsterdam.
Le PSV Eindhoven remporte son 12e titre et détient le record de victoires en Supercoupe des Pays-Bas.

## Feuille de match
| 7 août 2021    | Ajax Amsterdam | 0 – 4   | PSV Eindhoven                                                | Johan Cruyff Arena, Amsterdam                  |                                                |
| 20 h 00 (CEST) |                | (0 – 2) | 2e, 29e Noni Madueke · 76e Yorbe Vertessen · 89e Mario Götze | Spectateurs : 25 000 Arbitrage : Björn Kuipers | Spectateurs : 25 000 Arbitrage : Björn Kuipers |
| 20 h 00 (CEST) | rapport        |         |                                                              | Spectateurs : 25 000 Arbitrage : Björn Kuipers | Spectateurs : 25 000 Arbitrage : Björn Kuipers |